# The Place of No Words
The Place of No Words ist ein Fantasyfilm von Mark Webber, der am 27. April 2019 beim Tribeca Film Festival seine Weltpremiere feierte.

## Handlung
Ein todkranker Vater wird von seinem frühreifen 3-jährigen Sohn gefragt „Wohin gehen wir, wenn wir sterben?“ In seiner Antwort begibt sich der Vater mit dem Jungen auf eine epische Reise durch fantastische Länder voller mythischer Kreaturen.

## Produktion
Regie führte Mark Webber, der auch das Drehbuch schrieb. Es handelt sich bei The Place of No Words um den dritten Film in der Reihe „Reality Cinema“. Produziert wurde der Film von Dustin Hughes, Teresa Palmer und Mark Webber selbst, wobei letztere beiden zudem in Hauptrollen zu sehen sind. Bereits in seinen früheren Filmen hatte Webber Rollen mit seiner eigenen Familie besetzt. So hatte seine Ex-Frau Frankie Shaw in seinem Film Explicit Ills eine Hauptrolle übernommen, ebenso eine Nebenrolle in The End of Love. Seine spätere Ehefrau Teresa Palmer hatte eine Hauptrolle in seinem Film The Ever After aus dem Jahr 2014 übernommen. Ihr gemeinsamer Sohn Bodhi spielt in The Place of No Words ihren Sohn. Es handelt sich um das Debüt des Kinderdarstellers.
Von Ende April bis Anfang Mai 2019 wurde der Film beim Tribeca Film Festival gezeigt und feierte hier seine Weltpremiere. Jason Gutierrez beschreibt den Film auf der Website des Filmfestivals als magische Fabel voller epischer Bilder. Zur Zeit der Vorstellung beim Tribeca Film Festival wurde ein erster offizieller Trailer veröffentlicht. Ende Juni und Anfang Juli 2019 wurde er beim Filmfest München im Wettbewerb CineMasters gezeigt.

## Rezeption

### Kritiken
Tomris Laffly von Variety schreibt, beim Umgang mit Trauer erinnere The Place of No Words sehr an David Lowerys ähnlich experimentellen Film A Ghost Story, und ein geduldiger Zuschauer werde irgendwann mit etwas Intimen und allmählich Immersiven à la Wo die wilden Kerle wohnen belohnt. Dabei gelinge es diesem abenteuerlichen und oft traumähnlichen Film, ein merkwürdig optimistisches und befreiendes Bild des Todes zu vermitteln.
Hoai-Tran Bui von SlashFilm meint, trotz seiner Unzulänglichkeiten sei The Place of No Words eine zutiefst persönliche Erkundung von Trauer und Sterblichkeit. Der Film unterscheide sich von anderen eskapistischen Fantasien durch seinen eisernen Griff in die Realität. Im Alter von drei Jahren könne Bodhi Palmer kaum mehr als nur Zeilen plappern, die eher wie ein normales Gespräch zwischen ihm und seinem Vater klingen, als ein Dialog aus dem Drehbuch, was den Film jedoch so ansprechend mache und ihm die spontane Qualität verleihe, die letztlich eine besondere Intimität zulässt. Auch wenn sich Mark Webbers The Place of No Words für Bui wie ein aufwändig produziertes Heimvideo für dessen Familie anfühlt, berührten die Themen, mit denen sich der Film zu beschäftigen versucht. Während Bodhis Fragen zum Tod und zur Sterblichkeit nie ganz beantwortet würden, mache es zumindest Spaß, ihn auf einer bezaubernden Reise zu begleiten.

### Auszeichnungen
Filmfest München 2019
- Nominierung für den ARRI/OSRAM-Award im Wettbewerb CineMasters

Philadelphia Film Festival 2019
- Nominierung für den Pinkenson Award (Mark Webber)[8]

Tribeca Film Festival 2019
- Nominierung im US Narrative Competition[9]